# Jinling (köping i Kina, Guangxi)
Jinling (kinesiska: 金陵镇, 金陵) är en köping i Kina. Den ligger i den autonoma regionen Guangxi, i den södra delen av landet, omkring 30 kilometer väster om regionhuvudstaden Nanning. Antalet invånare är 48104. Befolkningen består av 22 508 kvinnor och 25 596 män. Barn under 15 år utgör 21,0 %, vuxna 15-64 år 68 %, och äldre över 65 år 9,0 %.
Genomsnittlig årsnederbörd är 2 017 millimeter. Den regnigaste månaden är augusti, med i genomsnitt 423 mm nederbörd, och den torraste är januari, med 34 mm nederbörd.